# Famille de Pittsburgh
La famille de Pittsburgh (aussi connue sous le nom de la famille LaRocca) est une famille du crime organisé italo-américaine, située à Pittsburgh, et l'une des 25 familles appartenant à la mafia américaine.